# Replje, Pliberk
Replje (nemško Replach) je naselje v Občini Pliberk v Okraju Velikovec na Koroškem v Avstriji.